# Francisco Duarte

Francisco Duarte und D. José Rodrigues Mau Bili, der Herrscher von Maubara in der Uniform eines Obersts

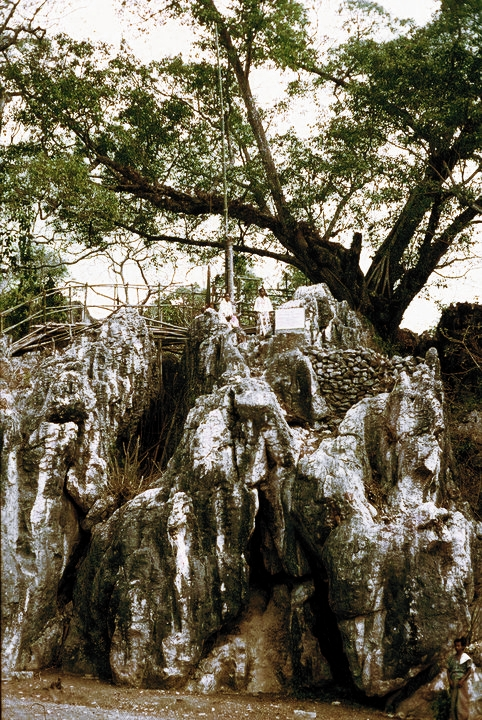
Die Pedras de Bicari, Ort des Todes von Francisco Duarte in Atabae

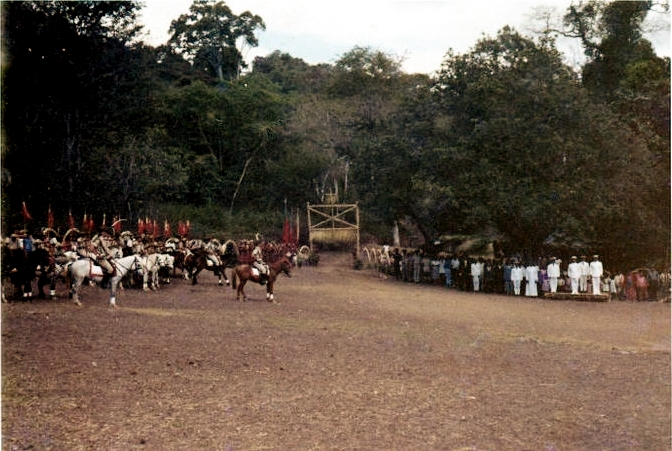
Portugiesische Kavallerieschwadron am 17. Juli 1969 in Atabae in Gedenken an Francisco Duarte

Unterleutnant (Alferes) Francisco Duarte da Silva (* 8. Dezember 1862; † 17. Juli 1899 in Atabae, Gemeinde Bobonaro, Portugiesisch-Timor), Spitzname „O Arbiru“ (deutsch Der Unbesiegbare), war eine Gestalt der portugiesischen Kolonialgeschichte. Er diente als portugiesischer Kolonialsoldat.
Seit Duartes Ankunft in Portugiesisch-Timor 1893 erwarb er sich den Ruf eines charismatischen, mutigen und gewalttätigen Kommandanten. Militärische Aufzeichnungen bezeichnen Duarte später als „Lawrence von Timor“. Er führte Tausende einheimische Krieger in mindestens fünf Feldzüge für die portugiesische Kolonialmacht. Bekannt wurde Duarte durch die Presse in Macau, als sie von der Revolte von Maubara 1893 berichtete. Das Journal A Voz do Gente berichtet von ihm, er habe wahllos Geldstrafen verhängt, verlangte unbezahlte Zwangsarbeit und griff auf Gewalt und körperliche Züchtigung zurück.
Neueren Forschungen nach soll Duarte die Rebellion selbst angestiftet haben. Er wurde seines Amtes enthoben, diente aber später im Krieg von Manufahi erneut bei Feldzügen. Am 7. Oktober 1895 wurde er an der Grenze bei Balibo verwundet, kämpfte aber erneut im Juli 1896 in Cotubaba und 1897 in Lamaquitos. Die Kemak glaubten, nur eine goldene Kugel könne Duarte töten, doch am 17. Juli wurde er bei einem Gefecht bei den Pedras de Bicari (Bicari-Felsen) in Atabae erschossen, als die Kolonialtruppen das Einheimischendorf belagerten. Beerdigt wurde Duarte auf dem Friedhof Santa Cruz von Dili.
Am 17. Juli 1959 wurde ein Gedenkstein am Ort des Todes von Duarte aufgestellt. Sowohl bei den Timoresen, als auch in Portugal wurde er zur Legende. Zu seinem Todestag gab es in der Kolonie jährlich eine feierliche Gedenkveranstaltung.